# Fontaine-le-Comte
Fontaine-le-Comte är en kommun i departementet Vienne i regionen Nouvelle-Aquitaine i västra Frankrike. Kommunen ligger i kantonen Poitiers 5e Canton som tillhör arrondissementet Poitiers. År 2022 hade Fontaine-le-Comte 3 971 invånare.

## Befolkningsutveckling
Antalet invånare i kommunen Fontaine-le-Comte
| Referens: INSEE |